# Funiculaire du château de Ljubljana
Le funiculaire du château de Ljubljana est un funiculaire à Ljubljana, la capitale de la Slovénie. Il va de la place Krek près du marché central de Ljubljana au château de Ljubljana. 

## Histoire
L'idée d'avoir un funiculaire allant au château remonte à 1897, quand le maire Ivan Hribar écrivit aux autorités austro-hongroises demandant un ascenseur qui monterait au château. Il a été inauguré le 28 décembre 2006. Le funiculaire est populaire auprès des touristes. Il circule entre 10h00 et 21h00 en hiver, et de 10h00 à 22h00 en été, et le voyage complet dure 60 secondes.